# Les gens honnêtes vivent en France
Pour plus de détails, voir Fiche technique et Distribution.
Les gens honnêtes vivent en France est un film français de Bob Decout avec Victoria Abril, Bruno Putzulu, Hélène de Fougerolles. Il est le premier long métrage français tourné avec la caméra haute définition Varicam de Panasonic.
Tourné en 2004 en France et en Colombie, il est sorti le 2 mars 2005. C'est notamment un film distribué et produit par la société Carrere group D.A..

## Synopsis
Licencié en droit et modeste employé d'une bibliothèque municipale, Rodolphe mène une vie simple, partagé entre son amour pour les auteurs sud-américains et sa passion inavouée pour sa collègue Agnès. Mais celle-ci n'aime que les amours foireuses et ne préfère se jeter que dans les bras de ceux qui vont l'humilier.
Le hasard met Rodolphe sur la route d'Aurore Langlois, une agente  en relations publiques aussi carnassière que sans scrupule, prête à tout pour assouvir ses ambitions démesurées. Et celle du moment se nomme François Guerambois, député maire de 45 ans, déterminé coûte que coûte à se placer dans la course des ministrables...
Et comme tout est question d'image, Aurore va tout mettre en œuvre pour parfaire celle du politicien... et se servir de Rodolphe pour y parvenir.

## Fiche technique
- Titre : Les gens honnêtes vivent en France
- Réalisation : Bob Decout
- Scénario : Thierry Forte et Bob Decout
- Musique : Dominique Perrier
- Photographie : José Gérel
- Costumes : Isabel Merida
- Décors : Sylvie Delesmontey
- Son : Ricardo Castro
- Montage : France Duez
- Production : Thierry Forte / DMVB FILMS
  - Coproduction :Fehrmann Productions (Colombie), Cooperative Nouveau Cinéma (Belgique), Mate Production (Espagne)
- Budget :
- Durée :
- Date de sortie :

## Distribution
- Victoria Abril : Aurore Langlois
- Bruno Putzulu : Rodolphe Clampin
- Hélène de Fougerolles : Agnès Leroux
- Artus de Penguern : François Guérambois
- Patricia Ercole : Pépa Uribé (en espagnol : Pepa Uribe)
- Philippe Volter : Bénolo
- Valérie Bonneton : Chloé
- Bob Decout
- Isabelle Ferron : Sabine Charpentier
- Olivier Parenty : Régis
- Franck Godard
- Kepa Amuchastegui : Alvarez Tolédo (en espagnol : Álvarez Toledo)
- Kike Sarasola
- Patrick Dellmas